# CAMK2N2
CAMK2N2 (англ. Calcium/calmodulin dependent protein kinase II inhibitor 2) – білок, який кодується однойменним геном, розташованим у людей на 3-й хромосомі. Довжина поліпептидного ланцюга білка становить 79 амінокислот, а молекулярна маса — 8 658.
| 10         |  | 20         |  | 30         |  | 40         |  | 50         |
| ---------- |  | ---------- |  | ---------- |  | ---------- |  | ---------- |
| MSEILPYSED |  | KMGRFGADPE |  | GSDLSFSCRL |  | QDTNSFFAGN |  | QAKRPPKLGQ |
| IGRAKRVVIE |  | DDRIDDVLKG |  | MGEKPPSGV  |  |            |  |            |

A: Аланін

C: Цистеїн

D: Аспарагінова кислота

E: Глутамінова кислота

F: Фенілаланін

G: Гліцин

I: Ізолейцин

K: Лізин

L: Лейцин

M: Метіонін

N: Аспарагін

P: Пролін

Q: Глутамін

R: Аргінін

S: Серин

T: Треонін

V: Валін

Локалізований у цитоплазмі, ядрі.